# トゥドール・アルゲージ
トゥドール・アルゲージ（ルーマニア語:Tudor Arghezi、1880年5月21日 - 1967年6月14日は、ルーマニアブカレスト出身の詩人、児童文学作家。同国出身の詩人であるミハイ・エミネスク、en:Mateiu Caragiale、哲学者のルチアン・ブラガと並んでルーマニアに於ける20世紀最大の作家として名高い。
11歳で家を出た後、19歳の時に修道士になる。同時に社会主義の運動に参加し、スイスの神学大学に派遣されるも各地を放浪して1911年に帰国した。
初期の詩はフランスの象徴主義の影響を受けた作品で、第一次世界大戦後は社会的な不正への憤りを表現した作品が見受けられ、1929年に詩集『ふさわしい言葉』、1931年に『黴の花』を著した。
また、当時の政治を激しく風刺、批判した雑誌『鸚鵡の手帖』を創刊したため第二次世界大戦末期に強制収容所に送られた。
1967年6月14日、ブカレストで亡くなる。